# Santarém (Pará)
Santarém ([sɐ̃taˈɾẽj]) is een stad en gemeente in de Braziliaanse deelstaat Pará in het noorden van het land. De gemeente telde 296.302 inwoners volgens de schatting van het Instituto Brasileiro de Geografia e Estatística (IBGE) in 2017, waarmee het de op twee na grootste stad van de deelstaat is en de op zes na grootste stad van Noord-Brazilië. De oppervlakte van de gemeente bedraagt 22.886,6 km² en daarmee heeft het een bevolkingsdichtheid van zo'n 16 inwoners per vierkante kilometer. Santarém valt bestuurlijk gezien onder de mesoregio Baixo Amazonas en onder de microregio Santarém.

## Geschiedenis

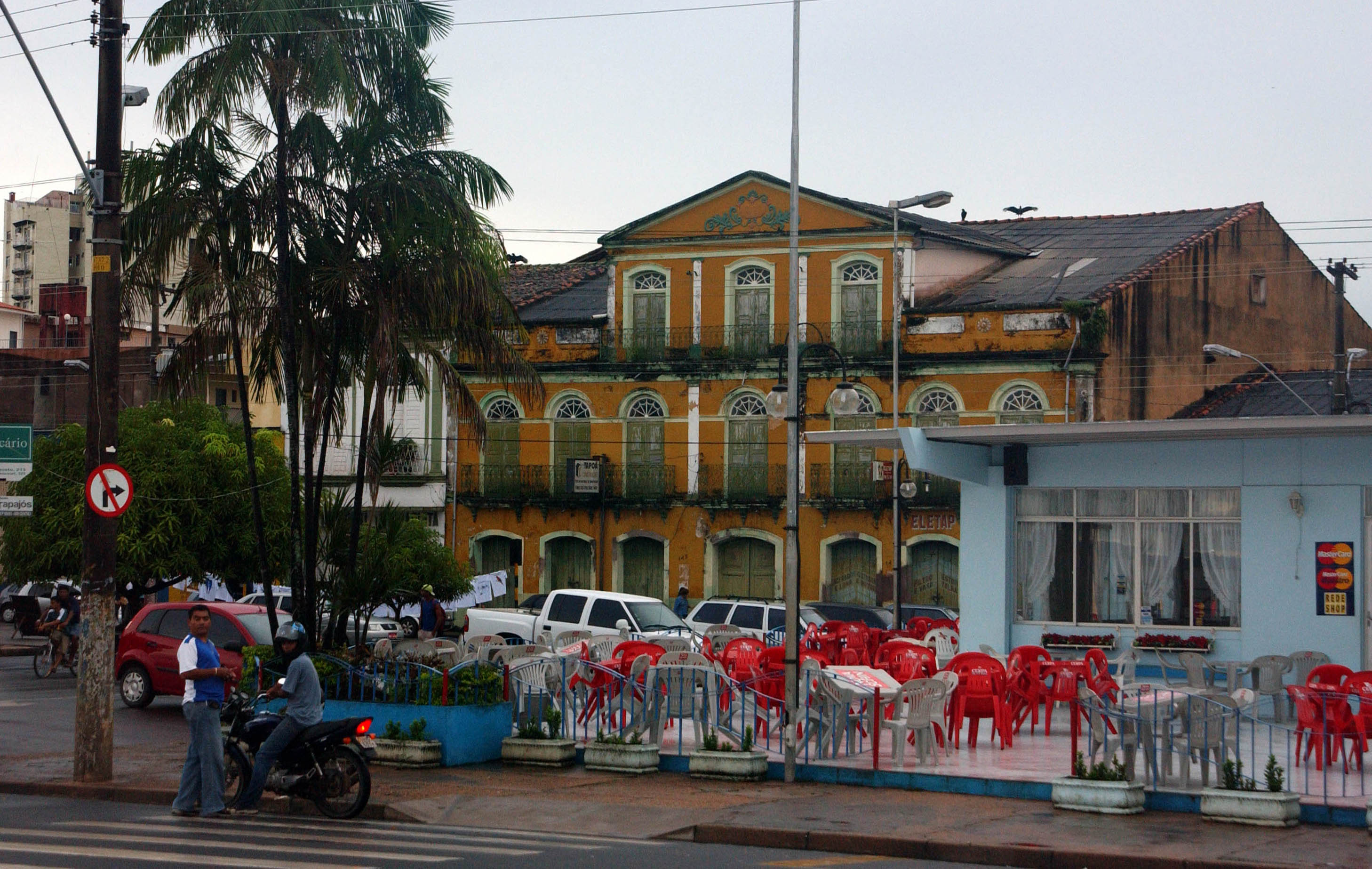
Oude gebouwen rond het vissersplein

Santarém is gesticht op 22 juli 1661, waarmee het de oudste stad is in de Amazone. In 1758 kreeg het de status van vila en in 1948 werd het een stad. De stad is een van de meest historische steden in Brazilië en is op het gebied van geschiedenis en cultuur de belangrijkste stad in Pará. De plaats is genoemd naar Santarém in Portugal en staat bekend als de Parel van de Tapajós (Portugees: Pérola do Tapajós).

## Geografie

### Ligging
De havenstad ligt bij de samenvloeiing van de Tapajós en de Amazone in het Amazonewoud. Het is de belangrijkste plaats in de regio en beschikt over betere infrastructuur en meer economische activiteit. De stad bevindt zich tussen Belém in het oosten en Manaus in het westen en het is de eerste grotere plaats voor toeristen, die vanuit Belém stroomopwaarts de Amazone optrekken. Een belangrijke toeristische trekpleister is het witte strand van Alter do Chão op de rechteroever van de Tapajós 37 kilometers westelijk van de stad. Het strand is door de Britse krant The Guardian verkozen tot het beste strand van Brazilië.
De gemeente beslaat een oppervlakte van 22.886,6 km², waarmee het groter is dan bijvoorbeeld Israël, maar het vormt nog geen procent van de totale Braziliaanse oppervlakte. De stad zelf heeft een oppervlakte van 77 km², zo'n 0,37%.

### Hydrografie
Santarém ligt net ten zuiden van de evenaar in het Amazonebekken op 51 m boven zeeniveau. Ten noorden van de stad vloeien de Amazone en de Tapajós samen, nadat ze voor enkele kilometers langs elkaar hebben gestroomd zonder te mengen. Het troebele water van de Amazone draagt sediment vanuit de Andes mee, terwijl het water van de Tapajós warmer is en een donkerblauwe kleur heeft. In het droge seizoen van juli tot november daalt het waterpeil van de Tapajós een paar meter, waardoor zandstranden ontstaan.
De rivier de Arapiuns met een aantal zijrivieren, mondt uit in de Tapajós. De Ituqui en Saracura zijn zijarmen van de Amazone. In dit gebied liggen ook een aantal meren o.a. de Lago Grande do Curuai, Lago Itarim en Lago Pacoval. De rivier de Curuá Una stroomt in het oostelijk deel van de gemeente.

### Klimaat
Santarém heeft een moessonklimaat, een zogenaamd Am-klimaat volgens Köppen, net als een groot deel van het oostelijk regenwoud. Het moessonklimaat is een tropisch klimaat dat gekenmerkt wordt door zware regenval, de moesson. De stad heeft een temperatuur die verschilt tussen de 25 en 28 °C als gevolg van de ligging bij de evenaar. Jaarlijks valt er zo'n 1920 mm neerslag, waarvan het merendeel tijdens het natte seizoen in de "winter", dat wil zeggen van december tot en met mei. In deze periode valt er gemiddeld 170 tot 300 mm per maand. Het droge seizoen duurt van juni tot en met november, de "zomer" en tussen augustus en oktober bedraagt de neerslag gemiddeld minder dan 60 mm per maand.

### Aangrenzende gemeenten
De gemeente grenst aan Alenquer, Aveiro, Belterra, Curuá, Juruti, Mojuí dos Campos, Monte Alegre, Óbidos, Placas, Prainha en Uruará.

### Beschermd gebied

#### Bosgebied
- Reserva Extrativista Tapajós-Arapiuns

## Demografie
De gemeente Santarém had 288.472 inwoners volgens de schatting van 2013, terwijl dat erin 2011 nog 294.580 waren. Hiermee was het de derde stad van de deelstaat achter Belém en Ananindeua en de zevende stad van Noord-Brazilië achter Manaus, deze twee steden, Porto Velho, Macapá en Rio Branco.

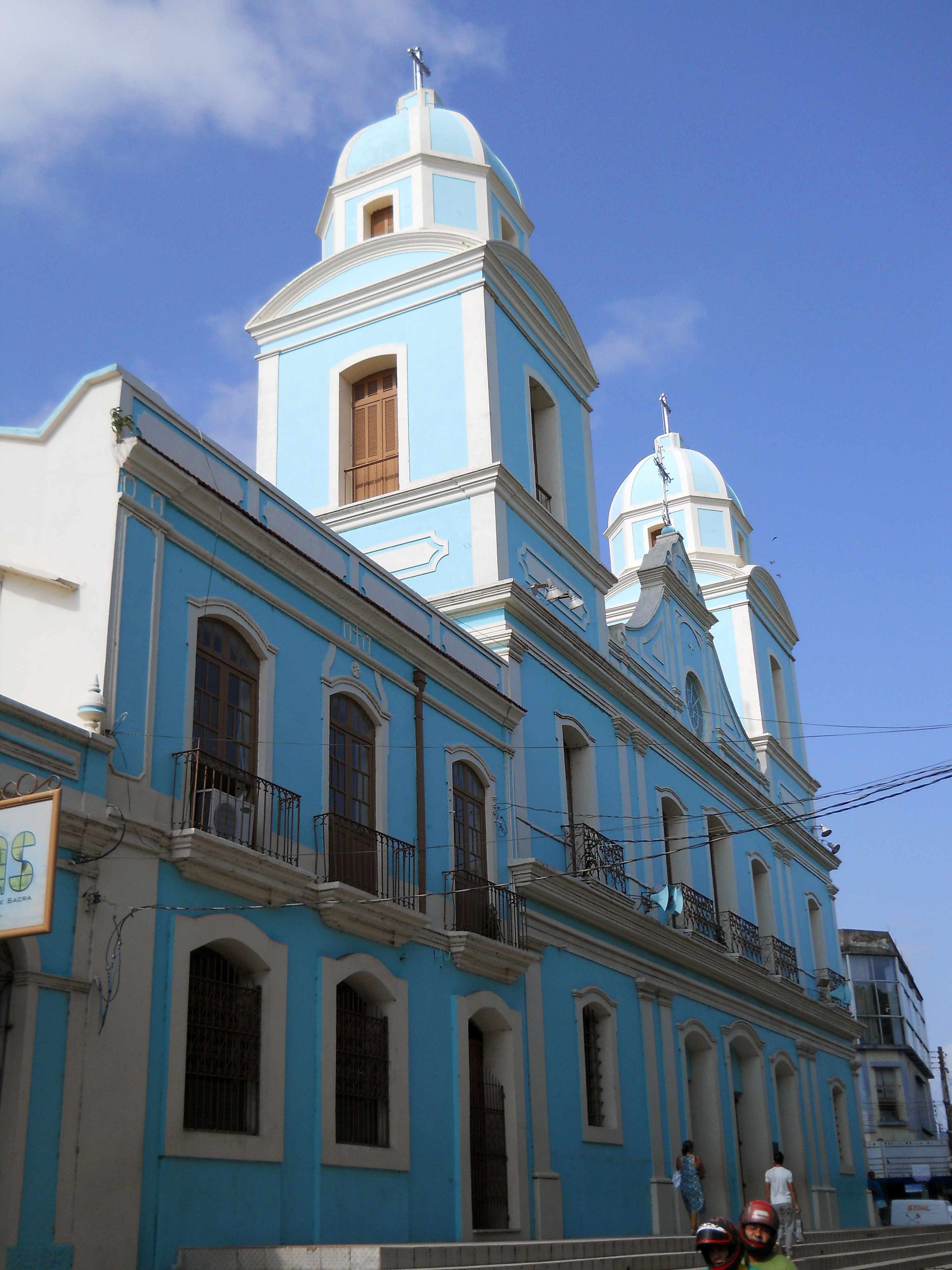
Kathedraal Nossa Senhora da Conceição in Santarém

### Religie
Hoewel Santarém van oorsprong een katholieke stad is, leven er mensen van verschillende godsdiensten in de stad zonder problemen. Het katholieke geloof is met 68% van de bevolking in 2010 nog steeds het grootste geloof, gevolgd door het evangelisch christendom met ruim 25%. Andere religieuze groepen, die afzonderlijk minder dan één procent van de bevolking uitmaken, zijn verschillende christenen, zoals de Jehova's getuigen en de mormonen, en de joden. Zo'n 4% is ongelovig.

## Verkeer en vervoer

### Wegen
De hoofdweg BR-163 loopt vanaf Santarém zuidwaarts richting Tenente Portela in het zuiden van het land. De weg kruist de Transamazonica, die van de grens met Peru naar Recife gaat, relatief dicht bij de stad. Een groot deel van deze twee wegen is rondom Santarém onverhard, waardoor het in het natte seizoen moeilijk begaanbaar is.
Santarém is via de hoofdweg PA-370 verbonden met Uruará. De PA-431 verbindt de gemeente met Mojuí dos Campos. De PA-257 verbindt het westelijk deel van de gemeente met Juruti.

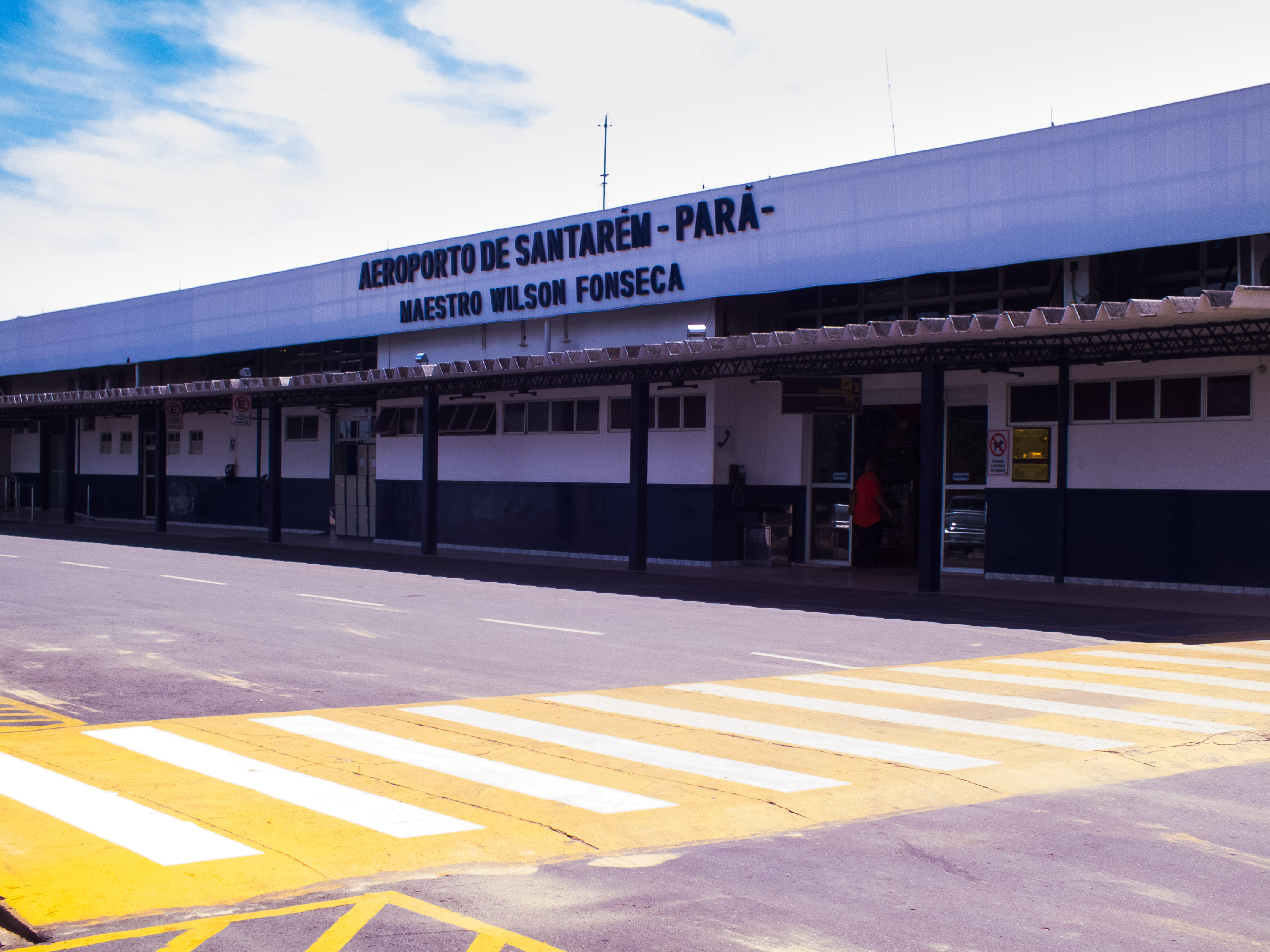
De internationale luchthaven van Santarém

### Luchtverkeer
De stad wordt bediend door de internationale luchthaven van Santarém, die zich op 15 km ten westen van het centrum bevindt dicht bij de Tapajós. Het vormt verbindingen met Manaus en Belém, maar ook met andere steden in de rest van Brazilië, zoals Recife, Fortaleza en Rio de Janeiro.

### Waterwegen
Door de ligging aan de Amazone is Santarém goed bereikbaar per boot en er zijn dan ook lange-afstandsverbindingen met Manaus en Belém via deze rivier. Daarnaast gaan er vanuit de haven ook boten naar de gemeenten en rivierdorpen in de omgeving.

## Geboren
- Wilson Lima (1976), gouverneur van Amazonas